# 大久保あかね
大久保 あかね（おおくぼ あかね、1963年〈昭和38年〉5月 - ）は、日本の観光学者（観光文化論・宿泊産業論）。学位は博士（観光学）（立教大学・2003年）。静岡県立大学大学院経営情報イノベーション研究科附属ツーリズム研究センター副センター長・経営情報学部教授・大学院経営情報イノベーション研究科教授。
株式会社リクルートでの勤務を経て、富士常葉大学総合経営学部教授、常葉大学経営学部教授、日本大学短期大学部ビジネス教養学科教授などを歴任した。

## 概要
愛知県出身の観光学者である。リクルートの就職情報誌事業部に勤務し、退職後も同社のじゃらん事業部と業務委託契約を結び、『じゃらん』の広告の企画などを手掛けた。その後、富士常葉大学、常葉大学、日本大学、静岡県立大学などで教鞭を執った。

## 来歴

### 生い立ち
1963年（昭和38年）5月、愛知県名古屋市にて生まれた。国立大学である奈良女子大学に進学し、文学部の教育学科にて学んだ。1987年（昭和62年）3月、奈良女子大学を卒業した。
1987年（昭和62年）4月、リクルートに入社した。リクルートでは就職情報誌事業部に配属され、営業や制作などを経験した。なお、入社した翌年にリクルート事件が社会問題化し、やがて竹下政権退陣に繋がる騒動となったが、その間も引き続き勤務した。また、1992年（平成4年）にはリクルートがダイエーグループの傘下に入るなど体制が大きく変化したが、1993年（平成5年）9月まで勤務した。退職後は静岡県熱海市に転居した。1996年（平成8年）6月より古巣であるリクルートのじゃらん事業部と業務委託契約を結び、『じゃらん』で熱海市に関する業務を担当することになった。主として熱海温泉の旅館やホテル、および、行政機関の広告の企画などを手掛け、2003年（平成15年）4月まで担当した。
また、それと並行して、学校法人である立教学院が設置・運営する立教大学の大学院に進学し、観光学研究科にて学んだ。2000年（平成12年）3月、立教大学の大学院における博士前期課程を修了した。また、2003年（平成15年）3月には、立教大学の大学院における博士後期課程を修了した。

### 学者として
2006年（平成18年）4月、学校法人である常葉学園が設置・運営する富士常葉大学に採用され、新設された総合経営学部の助教授に就任した。総合経営学部においては、主として総合経営学科の観光ビジネスコースの講義を担当した。2010年（平成22年）4月、富士常葉大学にて、総合経営学部の教授に就任した。その後、富士常葉大学は浜松大学とともに常葉学園大学に統合・再編されることになり、新たに常葉大学が2013年（平成25年）に発足した。それに伴い、翌年4月付で常葉大学に転じ、経営学部の教授に就任した。
2017年（平成29年）4月、同名の学校法人が設置・運営する日本大学に採用され、短期大学部にてビジネス教養学科の教授に就任した。また、その傍ら他の教育・研究機関でも教鞭を執っており、同名の学校法人が設置・運営する法政大学の大学院においてはイノベーション・マネジメント研究科の客員教授を兼任していた。イノベーション・マネジメント研究科においては、主としてイノベーション・マネジメント専攻の講義を担当し、小川孔輔、平石郁生らとともに講義を受け持った。
2019年（平成31年）4月、公立大学法人である静岡県が設置・運営する静岡県立大学に採用され、経営情報学部の教授に就任した。経営情報学部においては、主として経営情報学科の講義を担当した。また、静岡県立大学の大学院においては、経営情報イノベーション研究科の教授を兼務することとなった。経営情報イノベーション研究科においては、主として経営情報イノベーション専攻の講義を担当した。2020年（令和2年）4月1日、静岡県立大学の大学院にて経営情報イノベーション研究科に附属ツーリズム研究センターが設置されると、その副センター長に就任した。

## 研究
専門は観光学であり、特に観光文化論や宿泊産業論といった分野の研究に従事している。また、パラオの観光産業を題材に取り、その観光容量やエコツーリズムに関する研究にも取り組んだ。
また、研究の一環として地域貢献活動も展開している。静岡県島田市、天神屋などと連携し、受験生向けの弁当を考案した。大久保の研究室にて合格地蔵尊やすべらず地蔵尊、日限地蔵尊などにちなんだメニューを開発しており、市内の観光地の知名度向上や周遊促進をも企図していた。これらの弁当は天神屋の全店舗にて販売された。

## 略歴
- 1963年 - 愛知県名古屋市にて誕生[5]。
- 1987年 - 奈良女子大学文学部卒業[6]。
- 1987年 - リクルート入社[3]。
- 1993年 - リクルート退職[3]。
- 1996年 - リクルートじゃらん事業部業務委託[3]。
- 2000年 - 立教大学大学院観光学研究科博士前期課程修了[6]。
- 2003年 - 立教大学大学院観光学研究科博士後期課程修了[6]。
- 2006年 - 富士常葉大学総合経営学部助教授[3]。
- 2007年 - 富士常葉大学総合経営学部准教授。
- 2010年 - 富士常葉大学総合経営学部教授[3]。
- 2014年 - 常葉大学経営学部教授[3]。
- 2017年 - 日本大学短期大学部ビジネス教養学科教授。
- 2019年 - 静岡県立大学経営情報学部教授[3]。
- 2019年 - 静岡県立大学大学院経営情報イノベーション研究科教授。
- 2020年 - 静岡県立大学大学院経営情報イノベーション研究科附属ツーリズム研究センター副センター長[11]。

### 註釈
1. ↑  株式会社リクルートは、のちに株式会社リクルートホールディングスの源流の一つとなった。
2. ↑  株式会社リクルートは、のちにダイエーグループの傘下を離脱した。
3. ↑  学校法人常葉学園は、のちに学校法人常葉大学の源流の一つとなった。
4. ↑  富士常葉大学は、のちに常葉大学の源流の一つとなった。

## 関連人物
- 小川孔輔